# Otto Wild
Pour les articles homonymes, voir Wild.
Otto Wild (1898-1971) est un peintre impressionniste allemand né à Trostberg (Haute-Bavière) et décédé à Hambourg. Surtout connu pour ses paysages du nord de l’Allemagne, il produira également plusieurs œuvres lors de ses voyages d’étude aux Pays-Bas, Maroc, Madère, Tenerife et Italie. 

## Biographie
Dès l’âge de 15 ans, alors qu’il n’est qu’apprenti auprès de peintres d’église, il reçoit une bourse d’étude de l’École des Beaux-Arts de Nuremberg où il sera sous la supervision du Prof. Stöckel, peintre paysagiste.
Il s’installe à Hambourg dès 1916 et entreprend de brosser le panorama urbain de la ville, en particulier les canaux et le port. Il s’attardera aussi grandement à la représentation des paysages des environs, caractérisés par des boisés épars, petites étendues d’eau et maisons au toit de chaume. 

## Style
Son style a beaucoup été influencé par ses voyages d’étude aux Pays-Bas. Il dépeint souvent les paysages du nord de l’Europe en couleurs sombres aux teintes organiques (terre, bois et kaki). Le sud est au contraire très lumineux et fréquemment réalisé en teintes pastels. Il laisse régulièrement le matériel sur lequel il peint transparaître dans ses œuvres; par exemple, le carton vif représentera les briques des édifices et le blanc des toiles l’écorce des bouleaux. 